# Tour de France 2025/18. Etappe
Die 18. Etappe der Tour de France 2025 findet am 24. Juli 2025 statt. Sie endet mit der vorletzten Bergankunft auf dem Col de la Loze, der mit seiner Höhe von 2304 Metern zugleich den höchsten Punkt der 112. Austragung des französischen Etappenrennens darstellt. Die 171,5 Kilometer lange Etappe führt dabei zunächst von Vif über die berühmten Alpen-Pässe des Col du Glandon und Col de la Madeleine. Nach der Zielankunft werden die Fahrer insgesamt 2892,4 Kilometer absolviert haben, was 86,63 % der Gesamtdistanz entspricht.

## Streckenführung
Der neutralisierte Start erfolgt in Vif, ehe das Rennen auf der D529 in der Gemeinde Saint-Georges-de-Commiers freigegeben wird.
Nach dem offiziellen Start führt die Strecke entlang der Romanche auf der D1091 bei leichten Steigungsprozenten in Richtung Osten. Nach 23,7 Kilometern wird in der Ortschaft Rioupéroux ein Zwischensprint ausgefahren, ehe die Fahrer bei Rochetaillée links auf die D526 abbiegen. Kurz nach Allemond geht es zum Lac du Verney, ehe der offizielle Anstieg auf den Col du Glandon (1924 m) in der Ortschaft Le Verney beginnt. Dieser weist auf einer Länge von 21,7 Kilometern eine durchschnittliche Steigung von 5,1 % auf und lässt sich in drei Abschnitte unterteilen, die jeweils durch eine kurze Abfahrt miteinander verbunden sind. Nachdem der Lac de Grand Maison passiert wurde, biegen die Fahrer kurz vor der Passhöhe auf die D927 ab, die auf den Col du Glandon führt. Auf der Passhöhe wird bei Kilometer 62,3 eine Bergwertung der HC-Kategorie abgenommen, ehe es auf einer schmalen Abfahrt über Saint-Colomban-des-Villards bergab nach Saint-Étienne-de-Cuines geht. Die Fahrer befinden sich nun im Maurienne-Tal und nehmen kurz darauf den Col de la Madeleine (2000 m) in Angriff, der für 19,2 Kilometer im Schnitt mit 7,9 % ansteigt. Auch dieser Pass gilt als Bergwertung der HC-Kategorie und wird nach 104,6 Kilometern überquert. Die anschließende Abfahrt erfolgt auf der D213 und führt nach Notre-Dame-de-Briançon. Vorbei an Moûtiers und entlang der Isère geht es nun tiefer ins Vanoise-Massiv, wo der Schlussanstieg in Brides-les-Bains beginnt.
Die Auffahrt auf den Col de la Loze (2304 m) erfolgt über Courchevel, wobei zunächst die D915 und D91A befahren werden. Sie weist auf einer Länge von 26,4 Kilometern eine durchschnittliche Steigung von 6,5 % auf. Im unteren Abschnitt liegen die Steigungsprozente bei rund 8 %, ehe die Straße mit dem Erreichen von Courchevel nach rund zwölf Kilometern etwas abflacht. Nun geht es mit Kilometerschnitten von rund 5 % zum Flugplatz Courchevel, von wo aus die finalen sechs Kilometer auf einem Radweg absolviert werden. Bereits auf dem ersten Kilometer zum Les Verdons werden Steigungsprozente jenseits der 10 %-Marke erreicht. Im Anschluss folgt eine kurze Zwischenabfahrt, ehe weitere steile Rampen zum Zielstrich führen. Der Anstieg des Col de la Loze gilt als Bergwertung der HC-Kategorie und wurde als höchster Punkt der Rundfahrt mit dem Souvenir Henri Desgrange versehen.
|                            | Ort                              | Kilometer | Länge (km) | Höhe (m) | Ø Steigung | max. Steigung |
| -------------------------- | -------------------------------- | --------- | ---------- | -------- | ---------- | ------------- |
| neutralisierter Start      | Vif                              |           |            |          |            |               |
| offizieller Start          | Saint-Georges-de-Commiers (D529) | 0,00      |            |          |            |               |
| Zwischensprint             | Rioupéroux                       | 23,70     |            |          |            |               |
| Bergwertung (HC-Kategorie) | Col du Glandon                   | 62,30     | 21,7       | 1924     | 5,1 %      | 18 %          |
| Bergwertung (HC-Kategorie) | Col de la Madeleine              | 104,60    | 19,2       | 2000     | 7,9 %      | 17,2 %        |
| Bergwertung (HC-Kategorie) | Col de la Loze                   | 160,40    | 26,4       | 2304     | 6,5 %      | 14,6 %        |
| Ziel                       | Col de la Loze                   | 160,40    |            |          |            |               |

## Ergebnis
| \| Etappenergebnis \| Etappenergebnis \| Etappenergebnis \| Etappenergebnis \| Etappenergebnis \| \| Fahrer \| Fahrer \| Land \| Team \| Zeit \| \| --------------- \| -------------------------- \| ---------------------- \| -------------------------- \| --------------- \| \| 1. \| Ben O’Connor \| Australien \| Team Jayco AlUla \| 5 h 03 min 47 s \| \| 2. \| Tadej Pogačar \| Slowenien \| UAE Team Emirates XRG \| + 1 min 45 s \| \| 3. \| Jonas Vingegaard \| Dänemark \| Team Visma \\| Lease a Bike \| + 1 min 54 s \| \| 4. \| Oscar Onley \| Vereinigtes Königreich \| Team Picnic-PostNL \| + 1 min 58 s \| \| 5. \| Einer Rubio \| Kolumbien \| Movistar Team \| + 2 min 00 s \| \| 6. \| Felix Gall \| Österreich \| Decathlon-AG2R La Mondiale \| + 2 min 25 s \| \| 7. \| Primož Roglič \| Slowenien \| Red Bull-Bora-Hansgrohe \| + 2 min 46 s \| \| 8. \| Adam Yates \| Vereinigtes Königreich \| UAE Team Emirates XRG \| + 3 min 03 s \| \| 9. \| Tobias Halland Johannessen \| Norwegen \| Uno-X Mobility \| + 3 min 09 s \| \| 10. \| Sepp Kuss \| Vereinigte Staaten \| Team Visma \\| Lease a Bike \| + 3 min 26 s \| |                            |                        |                            |                 |
| |                            |                        |                            |                 |
| Quellen: ProCyclingStats Cycling Quotient |                            |                        |                            |                 |
| Etappenergebnis |                            |                        |                            |                 |
| Fahrer | Fahrer                     | Land                   | Team                       | Zeit            |
| 1. | Ben O’Connor               | Australien             | Team Jayco AlUla           | 5 h 03 min 47 s |
| 2. | Tadej Pogačar              | Slowenien              | UAE Team Emirates XRG      | + 1 min 45 s    |
| 3. | Jonas Vingegaard           | Dänemark               | Team Visma \| Lease a Bike | + 1 min 54 s    |
| 4. | Oscar Onley                | Vereinigtes Königreich | Team Picnic-PostNL         | + 1 min 58 s    |
| 5. | Einer Rubio                | Kolumbien              | Movistar Team              | + 2 min 00 s    |
| 6. | Felix Gall                 | Österreich             | Decathlon-AG2R La Mondiale | + 2 min 25 s    |
| 7. | Primož Roglič              | Slowenien              | Red Bull-Bora-Hansgrohe    | + 2 min 46 s    |
| 8. | Adam Yates                 | Vereinigtes Königreich | UAE Team Emirates XRG      | + 3 min 03 s    |
| 9. | Tobias Halland Johannessen | Norwegen               | Uno-X Mobility             | + 3 min 09 s    |
| 10. | Sepp Kuss                  | Vereinigte Staaten     | Team Visma \| Lease a Bike | + 3 min 26 s    |

## Gesamtstände
| \| Gesamtwertung \| Gesamtwertung \| Gesamtwertung \| Gesamtwertung \| Gesamtwertung \| \| Fahrer \| Fahrer \| Land \| Team \| Zeit \| \| ------------- \| -------------------------- \| ---------------------- \| -------------------------- \| ---------------- \| \| 1. \| Tadej Pogačar \| Slowenien \| UAE Team Emirates XRG \| 66 h 55 min 42 s \| \| 2. \| Jonas Vingegaard \| Dänemark \| Team Visma \\| Lease a Bike \| + 4 min 26 s \| \| 3. \| Florian Lipowitz \| Deutschland \| Red Bull-Bora-Hansgrohe \| + 11 min 01 s \| \| 4. \| Oscar Onley \| Vereinigtes Königreich \| Team Picnic-PostNL \| + 11 min 23 s \| \| 5. \| Primož Roglič \| Slowenien \| Red Bull-Bora-Hansgrohe \| + 12 min 49 s \| \| 6. \| Felix Gall \| Österreich \| Decathlon-AG2R La Mondiale \| + 15 min 36 s \| \| 7. \| Kévin Vauquelin \| Frankreich \| Arkéa-B&B Hotels \| + 16 min 15 s \| \| 8. \| Tobias Halland Johannessen \| Norwegen \| Uno-X Mobility \| + 18 min 31 s \| \| 9. \| Ben Healy \| Irland \| EF Education-EasyPost \| + 25 min 41 s \| \| 10. \| Ben O’Connor \| Australien \| Team Jayco AlUla \| + 29 min 19 s \| |                            |                        |                            |                  |
| |                            |                        |                            |                  |
| Quellen: ProCyclingStats Cycling Quotient |                            |                        |                            |                  |
| Gesamtwertung |                            |                        |                            |                  |
| Fahrer | Fahrer                     | Land                   | Team                       | Zeit             |
| 1. | Tadej Pogačar              | Slowenien              | UAE Team Emirates XRG      | 66 h 55 min 42 s |
| 2. | Jonas Vingegaard           | Dänemark               | Team Visma \| Lease a Bike | + 4 min 26 s     |
| 3. | Florian Lipowitz           | Deutschland            | Red Bull-Bora-Hansgrohe    | + 11 min 01 s    |
| 4. | Oscar Onley                | Vereinigtes Königreich | Team Picnic-PostNL         | + 11 min 23 s    |
| 5. | Primož Roglič              | Slowenien              | Red Bull-Bora-Hansgrohe    | + 12 min 49 s    |
| 6. | Felix Gall                 | Österreich             | Decathlon-AG2R La Mondiale | + 15 min 36 s    |
| 7. | Kévin Vauquelin            | Frankreich             | Arkéa-B&B Hotels           | + 16 min 15 s    |
| 8. | Tobias Halland Johannessen | Norwegen               | Uno-X Mobility             | + 18 min 31 s    |
| 9. | Ben Healy                  | Irland                 | EF Education-EasyPost      | + 25 min 41 s    |
| 10. | Ben O’Connor               | Australien             | Team Jayco AlUla           | + 29 min 19 s    |

| Punktewertung | Punktewertung    | Punktewertung | Punktewertung              | Punktewertung |
| Fahrer        | Fahrer           | Land          | Team                       | Punkte        |
| ------------- | ---------------- | ------------- | -------------------------- | ------------- |
| 1.            | Jonathan Milan   | Italien       | Lidl-Trek                  | 332 P.        |
| 2.            | Tadej Pogačar    | Slowenien     | UAE Team Emirates XRG      | 257 P.        |
| 3.            | Biniam Girmay    | Eritrea       | Intermarché-Wanty          | 196 P.        |
| 4.            | Jonas Vingegaard | Dänemark      | Team Visma \| Lease a Bike | 165 P.        |

| Bergwertung | Bergwertung            | Bergwertung            | Bergwertung                | Bergwertung |
| Fahrer      | Fahrer                 | Land                   | Team                       | Punkte      |
| ----------- | ---------------------- | ---------------------- | -------------------------- | ----------- |
| 1.          | Tadej Pogačar          | Slowenien              | UAE Team Emirates XRG      | 105 P.      |
| 2.          | Jonas Vingegaard       | Dänemark               | Team Visma \| Lease a Bike | 89 P.       |
| 3.          | Lenny Martinez         | Frankreich             | Bahrain Victorious         | 72 P.       |
| 4.          | Thymen Arensman        | Niederlande            | Ineos Grenadiers           | 65 P.       |
| 5.          | Ben O’Connor           | Australien             | Team Jayco AlUla           | 51 P.       |
| 6.          | Felix Gall             | Österreich             | Decathlon-AG2R La Mondiale | 40 P.       |
| 7.          | Michael Woods          | Kanada                 | Israel-Premier Tech        | 38 P.       |
| 8.          | Valentin Paret-Peintre | Frankreich             | Soudal Quick-Step          | 36 P.       |
| 9.          | Ben Healy              | Irland                 | EF Education-EasyPost      | 35 P.       |
| 10.         | Oscar Onley            | Vereinigtes Königreich | Team Picnic-PostNL         | 34 P.       |

| Nachwuchswertung | Nachwuchswertung | Nachwuchswertung       | Nachwuchswertung        | Nachwuchswertung |
| Fahrer           | Fahrer           | Land                   | Team                    | Zeit             |
| ---------------- | ---------------- | ---------------------- | ----------------------- | ---------------- |
| 1.               | Florian Lipowitz | Deutschland            | Red Bull-Bora-Hansgrohe | 67 h 06 min 43 s |
| 2.               | Oscar Onley      | Vereinigtes Königreich | Team Picnic-PostNL      | + 22 s           |
| 3.               | Kévin Vauquelin  | Frankreich             | Arkéa-B&B Hotels        | + 5 min 14 s     |
| 4.               | Ben Healy        | Irland                 | EF Education-EasyPost   | + 14 min 40 s    |

| Mannschaftswertung | Mannschaftswertung         | Mannschaftswertung | Mannschaftswertung |
| Team               | Team                       | Land               | Zeit               |
| ------------------ | -------------------------- | ------------------ | ------------------ |
| 1.                 | Team Visma \| Lease a Bike | Niederlande        |                    |

## Ausgeschiedene Fahrer
- Cyril Barthe (Groupama-FDJ): wegen Verletzungen, die er sich beim Sturz auf der 17. Etappe zuzog, nicht gestartet[3]
- Carlos Rodríguez (Ineos Grenadiers): wegen Beckenbruch, den er sich beim Sturz auf der 17. Etappe zuzog, nicht gestartet[3]
- Enric Mas (Movistar Team): wegen Knieschmerzen erfolgte die Aufgabe während der 18. Etappe[3]